# Stiftung Gedenkstätten Sachsen-Anhalt
Die Stiftung Gedenkstätten Sachsen-Anhalt ist eine Stiftung des öffentlichen Rechts mit Sitz in Magdeburg. Das Land Sachsen-Anhalt errichtete sie gesetzlich im Jahr 2006. Die Stiftung unterhält in eigener Trägerschaft sieben Gedenkstätten, die mit der Zeit des Nationalsozialismus, der sowjetischen Besatzung und der Deutschen Demokratischen Republik verbunden sind. Sie verfolgt ausschließlich gemeinnützige Zwecke.

## Stiftungszweck
„Zweck der Stiftung ist es, durch ihre Arbeit dazu beizutragen, dass das Wissen um die einzigartigen Verbrechen während der nationalsozialistischen Diktatur im Bewusstsein der Menschen bewahrt und weitergetragen wird. Es ist ebenfalls Aufgabe der Stiftung, die schweren Menschenrechtsverletzungen während der Zeiten der sowjetischen Besatzung und der SED-Diktatur darzustellen und hierüber Kenntnisse zu verbreiten.“ §2 Abs. 1 GedenkStiftG LSA
Zur Erfüllung des Stiftungszwecks erhält die Stiftung eine jährliche Finanzhilfe des Landes Sachsen-Anhalt (2.866.182 € im Jahr 2018). Sie darf für diesen Zweck ferner Zuwendungen Dritter annehmen.

## Aufbau
Zu den Organen der Stiftung gehören der Stiftungsrat und der Stiftungsdirektor. Den Vorsitz über den Stiftungsrat hat gegenwärtig (Stand 2021) der Staatssekretär für Kultur des Landes Sachsen-Anhalt, Sebastian Putz, inne. Dem Gremium gehören u. a. Vertreter der Landesministerien und der Landeszentrale für politische Bildung sowie die Landesbeauftragte zur Aufarbeitung der SED-Diktatur an. Dem Stiftungsrat obliegt die Wahl des Stiftungsdirektors, der die laufenden Geschäfte der Stiftung führt und diese gerichtlich vertritt. Seit 2010 amtiert in dieser Funktion der Historiker Kai Langer.
Des Weiteren besitzt die Stiftung gesonderte Beiräte sowohl für die Gedenk- und Erinnerungsarbeit der nationalsozialistischen Diktatur als auch der sowjetischen Besatzung und der SED-Diktatur. Ferner bildet ein Gremium aus fünf sachverständigen Mitgliedern den Wissenschaftlichen Beirat.
Derzeit verfügt die Stiftung über 36 Planstellen. Ihre Geschäftsstelle befindet sich im denkmalgeschützten Gebäude des früheren Königlich-Preußischen Amtsgerichts Magdeburg-Neustadt, das zugleich Sitz der Gedenkstätte Moritzplatz Magdeburg ist.

## Geschichte
Die ungewisse Zukunft der damaligen KZ Mahn- und Gedenkstätte Lichtenburg war ein entscheidender Impuls zur Gründung der Stiftung. Absichten des Bundes, den nach der Wiedervereinigung in sein Eigentum übergegangenen Komplex des Schlosses zu verkaufen und Vorschläge, die Gedenkstätte zu schließen, rückten die Lichtenburg 2003 stärker in das öffentliche und politische Interesse. Während sich der Landtag und die Landesregierung für den Erhalt aussprachen, monierte der Landkreis Wittenberg, dass er nicht über ausreichende Mittel verfüge, die Gedenkstätte weiterhin zu betreiben. Nach kontroversen Diskussionen im Landtag plädierte der frühere Justizminister Curt Becker dafür, die Lichtenburg mit anderen Gedenkstätten Sachsen-Anhalts in eine landeseigene Stiftung zu überführen. Im Dezember 2005 brachte die Landesregierung in den Landtag einen Entwurf ein, der die Errichtung der „Stiftung Gedenkstätten Sachsen-Anhalt“ vorsah, um den „Bestand der Gedenkstätten und die Kontinuität der Gedenkstättenarbeit“ zu sichern. Der überarbeitete Entwurf des Gesetzes wurde im März 2006 in zweiter Lesung angenommen und trat im Januar 2007 in Kraft. Damit gingen die landeseigenen Gedenkstätten in die neu gegründete Stiftung über.
Nach der kurzen Amtszeit des ersten Stiftungsdirektors, Joachim Scherrieble, und einer mehr als einjährigen Vakanz wählte der Stiftungsrat im Mai 2010 den Historiker Kai Langer zu seinem Nachfolger.
Das Jahr 2011 bedeutete einen wichtigen Wegpunkt der Stiftung. Während ihre Geschäftsstelle aus provisorischen Räumlichkeiten in ihren endgültigen Sitz am Moritzplatz in Magdeburg umzog, konnte die nunmehr neu konzipierte Gedenkstätte KZ Lichtenburg-Prettin gänzlich in die Stiftung integriert und im Dezember des Jahres der Öffentlichkeit präsentiert werden.
Nach einem Beschluss des Landtags von Sachsen-Anhalt vom Dezember 2012 und einem gemeinsamen Vertrag mit der Hansestadt Gardelegen im April 2015 übernahm die Stiftung die Gedenkstätte Feldscheune Isenschnibbe Gardelegen in ihre Trägerschaft. Im April 2018 begannen dort die Bauarbeiten für ein neues Dokumentationszentrum mit einer Dauerausstellung. Im September 2020 eröffneten Bundespräsident Frank-Walter Steinmeier und Sachsen-Anhalts Ministerpräsident Reiner Haseloff das fertiggestellte Gebäude mit der in ihm präsentierten neuen Dauerausstellung "Gardelegen 1945. Das Massaker und seine Nachwirkungen".
Seit 2014 unterstützt die Landeszentrale für politische Bildung die Stiftung, indem sie Fahrtkosten im Rahmen pädagogischer Gedenkstättenfahrten vollständig übernimmt. Die anfänglich temporäre Kooperationsvereinbarung wurde 2019 in eine permanente Förderung umgewandelt, um auch zukünftig Schülergruppen zum Besuch der landeseigenen Gedenkstätten anzuregen.

## Gedenkstätten
| Name                                                    | Stadt         | Besucher (2018) |
| ------------------------------------------------------- | ------------- | --------------- |
| Gedenkstätte KZ Lichtenburg Prettin                     | Stadt Prettin | 3.800           |
| Gedenkstätte für Opfer der NS-„Euthanasie“ Bernburg     | Bernburg      | 15.100          |
| Gedenkstätte für die Opfer des KZ Langenstein-Zwieberge | Langenstein   | 10.400          |
| Gedenkstätte Feldscheune Isenschnibbe Gardelegen        | Gardelegen    | 6.700           |
| Gedenkstätte Roter Ochse Halle (Saale)                  | Halle         | 14.000          |
| Gedenkstätte Moritzplatz Magdeburg                      | Magdeburg     | 14.300          |
| Gedenkstätte Deutsche Teilung Marienborn                | Marienborn    | 136.600         |

Darüber hinaus gehören zur Stiftung das Grenzdenkmal Hötensleben und das Todesmarschdenkmal Dolle in der Gemeinde Burgstall, beide im Landkreis Börde gelegen.